# Premier district congressionnel de Géorgie
Le 1er district congressionnel de Géorgie est un district de l'État américain de Géorgie. Il est actuellement représenté par le Républicain Buddy Carter , bien que les limites du district aient été redessinées à la suite du recensement des États-Unis de 2010 , qui a accordé un siège supplémentaire à la Géorgie. La première élection utilisant les nouvelles limites du district a été les élections au Congrès de 2012.
Le district comprend toute la zone côtière des Sea Islands et une grande partie de la partie sud-est de l'État. En plus de Savannah, le district comprend les villes de Brunswick, Jesup et Waycross.
Il y a quatre trois militaires dans le district :
- Kings Bay Naval Submarine Base, à Kings Bay dans le Comté de Camden.

- Fort Stewart, près de Hinesville dans le Comté de Liberty.

- Hunter Army Field à Savannah.

## Géographie
| #   | Comté     | Siège       | Population |
| --- | --------- | ----------- | ---------- |
| 1   | Appling   | Baxley      | 18 457     |
| 5   | Bacon     | Alma        | 11 124     |
| 25  | Brantley  | Nahunta     | 18 401     |
| 29  | Bryan     | Pembroke    | 49 739     |
| 39  | Camden    | Woodbine    | 58 118     |
| 49  | Charlton  | Folkston    | 12 934     |
| 51  | Chatham   | Savannah    | 303 655    |
| 103 | Effingham | Springfield | 71 541     |
| 127 | Glynn     | Brunswick   | 86 172     |
| 179 | Liberty   | Hinesville  | 69 210     |
| 183 | Long      | Ludowici    | 19 594     |
| 191 | McIntosh  | Darien      | 11 501     |
| 229 | Pierce    | Blackshear  | 20 425     |
| 299 | Ware      | Waycross    | 36 243     |
| 305 | Wayne     | Jesup       | 31 373     |

### Villes de 10 000 habitants ou plus
- Savannah - 147 780
- Hinesville - 34 891
- Pooler - 25 711
- Kingsland - 18 337
- St. Marys - 18 256
- Richmond Hill - 16 633
- Brunswick - 15 210
- Wilmington Island - 15 129
- Simons - 14 982
- Waycross - 13 942
- Georgetown - 11 916
- Rincon - 10 934
- Port Wentworth - 10 878
- Garden City - 10 289

### Villes 2 500 à 10 000 habitants
- Jesup - 9 809
- Skidaway Island - 9 310
- Fort Stewart - 8 821
- Country Club Estates - 8 373
- Dock Junction - 8 266
- Whitemarsh Island - 6 983
- Baxley - 4 942
- Folkston - 4 464
- Montgomery - 4 443
- Buckhead - 4 441
- Walthourville - 3 680
- Blackshear - 3 506
- Alma - 3 433
- Tybee Island - 3 114
- Bloomingdale - 2 790
- Springfield - 2 703
- Thunderbolt - 2 556
- Sterling - 2 534
- Pembroke - 2 513

## Historique de vote
| Année | Poste      | Résultats              |
| ----- | ---------- | ---------------------- |
| 2000  | Président  | Bush 62,0 % - 38,0 %   |
| 2004  | Président  | Bush 66,0 % - 34,0 %   |
| 2008  | Président  | McCain 55,0 % - 44,4 % |
| 2012  | Président  | Romney 56,0 % - 43,0 % |
| 2016  | Président  | Trump 56,4 % - 41,0 %  |
| 2018  | Gouverneur | Kemp 56,0 % - 42,0 %   |
| 2020  | Président  | Trump 55,0 % - 43,0 %  |

## Liste des Représentants du district
| Membre                          | Parti               | Années                             | Congrès        | Histoire électorale | Zone géographique |
| ------------------------------- | ------------------- | ---------------------------------- | -------------- | --- | --- |
| District établit le 4 mars 1789 |                     |                                    |                | | |
| James Jackson                   | Anti-Administration | 4 mars 1789 - 3 mars 1791          | 1er            | Élu en 1789. perd sa réélection. | 1789–1791 District Inférieur : Burke, Camden, Chatham, Effingham, Glynn, Greene, Liberty, Richmond, Washington et Wilkes |
| Anthony Wayne                   | Anti-Administration | 4 mars 1791 - 21 mars 1792         | 2e             | Élu en 1791. Siège déclaré vacant dû à une contestation du résultat de l'élection. | 1791–1793 District Sud (ou Est) : Camden, Chatham, Effingham, Glynn, Liberty                                             |
| Vacant                          | Vacant              | 21 mars 1792 - 22 novembre 1792    | 2e             | | 1791–1793 District Sud (ou Est) : Camden, Chatham, Effingham, Glynn, Liberty                                             |
| John Milledge (en)              | Anti-Administration | 22 novembre 1792 - 3 mars 1793     | 2e             | Élu le 9 juillet 1972 pour terminer le mandat de Wayne et intronisé le 22 novembre 1792. Redécoupage vers le district at-large. | 1791–1793 District Sud (ou Est) : Camden, Chatham, Effingham, Glynn, Liberty                                             |
| Non utilisé                     | Non utilisé         | 4 mars 1793 - 3 mars 1827          |                | | |
| Edward Fenwick Tattnall (en)    | Jacksonien (en)     | 4 mars 1827 - ???? 1827            | 20e            | Redécoupage depuis le district at-large et réélu en 1826. Démissionne avant le début du nouveau Congrès. | 1827–1829 |
| Vacant                          | Vacant              | ???? 1827 - 1er octobre 1827       | 20e            | | 1827–1829 |
| George Rockingham Gilmer        | Jacksonien (en)     | 1er octobre 1827 - 3 mars 1829     | 20e            | Élu le 1er octobre 1827 pour terminer le mandat de Tattnall et intronisé le 3 décembre 1827. Redécoupage vers le district at-large et bien que réélu en 1828, mais échoue à accepter le poste dans le temps réglementaire, le Gouverneur ordonne donc une nouvelle élection. | 1827–1829 |
| Non utilisé                     | Non utilisé         | 4 mars 1829 - 3 mars 1845          |                | | |
| Thomas Butler King (en)         | Whig                | 4 mars 1845 - 1850                 | 29e - 31e      | Élu en 1844. Réélu en 1846. Réélu en 1848. Démission. | 1845–1853 |
| Joseph Webber Jackson (en)      | Démocrate           | 4 mars 1850 - 3 mars 1851          | 31e            | Élu pour terminer le mandat de King. Réélu en 1851. | 1845–1853 |
| Joseph Webber Jackson (en)      | Nullifier (en)      | 4 mars 1851 - 3 mars 1853          | 32e            | Élu pour terminer le mandat de King. Réélu en 1851. | 1845–1853 |
| James Lindsay Seward (en)       | Démocrate           | 4 mars 1853 - 3 mars 1859          | 33-3533e - 35e | Élu en 1853. Réélu en 1855. Réélu en 1857. | 1853–1861 |
| Peter Early Love (en)           | Démocrate           | 4 mars 1859 - 23 janvier 1861      | 36e            | Élu en 1859. Démissionne | 1853–1861 |
| Vacant                          | Vacant              | 23 janvier 1861 - 25 juillet 1868  | 36e - 40e      | Guerre de Sécession et Reconstruction. | |
| Joseph W. Clift (en)            | Républicain         | 25 juillet 1868 - 3 mars 1869      | 40e            | Élu en 1868 pour terminer un mandat. | 1868–1873 |
| Vacant                          | Vacant              | 4 mars 1869 - 22 décembre 1870     | 41e            | Le Représentant-élu Joseph W. Clift se vit refuser sa qualification. | 1868–1873 |
| William W. Paine (en)           | Démocrate           | 22 décembre 1870 - 3 mars 1871     | 41e            | Élu pour terminer le mandat de Clift. | 1868–1873 |
| Archibald T. MacIntyre (en)     | Démocrate           | 4 mars 1871 - 3 mars 1873          | 42e            | Élu en 1870. | 1868–1873 |
| Morgan Rawls (en)               | Démocrate           | 4 mars 1873 - 24 mars 1874         | 43e            | perd la contestation de son élection. | 1873–1883 |
| Andrew Sloan (en)               | Républicain         | 24 mars 1874 - 3 mars 1875         | 43e            | Remporte la contestation de son élection. | 1873–1883 |
| Julian Hartridge (en)           | Démocrate           | 4 mars 1875 - 8 janvier 1879       | 44e , 45e      | Élu en 1874. Réélu en 1876. Réélu en 1878. Décès. | 1873–1883 |
| Vacant                          | Vacant              | 8 janvier 1879 - 10 février 1879   | 45e            | | 1873–1883 |
| William Bennett Fleming (en)    | Démocrate           | 10 février 1879 - 3 mars 1879      | 45e            | Élu le 23 janvier 1879 pour terminer le mandat de Hartridge. | 1873–1883 |
| John C. Nicholls (en)           | Démocrate           | 4 mars 1879 - 3 mars 1881          | 46e            | Élu en 1878. | 1873–1883 |
| George Robison Black (en)       | Démocrate           | 4 mars 1881 - 3 mars 1883          | 47e            | Élu en 1880. | 1873–1883 |
| John C. Nicholls (en)           | Démocrate           | 4 mars 1883 - 3 mars 1885          | 48e            | Élu en 1882. | 1883–1893 |
| Thomas M. Norwood (en)          | Démocrate           | 4 mars 1885 - 3 mars 1889          | 49e , 50e      | Élu en 1884. Réélu en 1886. | 1883–1893 |
| Rufus E. Lester (en)            | Démocrate           | 4 mars 1889 - 16 juin 1906         | 51e - 59e      | Élu en 1888. Réélu en 1890. Réélu en 1892. Réélu en 1894. Réélu en 1896. Réélu en 1898. Réélu en 1900. Réélu en 1902. Réélu en 1904. Décès. | 1883–1893 |
| 1893–1903                       |                     |                                    | 51e - 59e      | Élu en 1888. Réélu en 1890. Réélu en 1892. Réélu en 1894. Réélu en 1896. Réélu en 1898. Réélu en 1900. Réélu en 1902. Réélu en 1904. Décès. | |
| 1903–1913                       |                     |                                    | 51e - 59e      | Élu en 1888. Réélu en 1890. Réélu en 1892. Réélu en 1894. Réélu en 1896. Réélu en 1898. Réélu en 1900. Réélu en 1902. Réélu en 1904. Décès. | |
| Vacant                          | Vacant              | 16 juin 1906 - 3 octobre 1906      | 59             | | |
| James W. Overstreet (en)        | Démocrate           | 3 octobre 1906 - 3 mars 1907       | 59             | Élu pour terminer le mandat de Lester. | |
| Charles Gordon Edwards (en)     | Démocrate           | 4 mars 1907 - 3 mars 1917          | 60e - 64e      | Élu en 1906. Réélu en 1908. Réélu en 1910. Réélu en 1912. Réélu en 1914. Retrait. | |
| 1913–1923                       |                     |                                    | 60e - 64e      | Élu en 1906. Réélu en 1908. Réélu en 1910. Réélu en 1912. Réélu en 1914. Retrait. | |
| James W. Overstreet (en)        | Démocrate           | 4 mars 1917 - 3 mars 1923          | 65e - 67e      | Élu en 1916. Réélu en 1918. Réélu en 1920. perd sa renomination. | |
| Robert Lee Moore (en)           | Démocrate           | 4 mars 1923 - 3 mars 1925          | 68e            | Élu en 1922. perd sa renomination. | 1923–1933 |
| Charles Gordon Edwards (en)     | Démocrate           | 4 mars 1925 - 13 juillet 1931      | 69e - 72e      | Élu en 1924. Réélu en 1926. Réélu en 1928. Réélu en 1930. Décès. | 1923–1933 |
| Vacant                          | Vacant              | 13 juillet 1931 - 9 septembre 1931 | 72e            | | 1923–1933 |
| Homer C. Parker (en)            | Démocrate           | 9 septembre 1931 - 3 janvier 1935  | 72e - 73e      | Élu pour terminer le mandat d'Edwards. Réélu en 1932. perd sa renomination. | 1923–1933 |
| 1933–1943                       |                     |                                    | 72e - 73e      | Élu pour terminer le mandat d'Edwards. Réélu en 1932. perd sa renomination. | |
| Hugh Peterson (en)              | Démocrate           | 3 janvier 1935 - 3 janvier 1947    | 74e - 79e      | Élu en 1934. Réélu en 1936. Réélu en 1938. Réélu en 1940. Réélu en 1942. Réélu en 1944. perd sa renomination. | |
| 1943–1953                       |                     |                                    | 74e - 79e      | Élu en 1934. Réélu en 1936. Réélu en 1938. Réélu en 1940. Réélu en 1942. Réélu en 1944. perd sa renomination. | |
| Prince Hulon Preston Jr. (en)   | Démocrate           | 3 janvier 1947 - 3 janvier 1961    | 80e - 86e      | Élu en 1946. Réélu en 1948. Réélu en 1950. Réélu en 1952. Réélu en 1954. Réélu en 1956. Réélu en 1958. perd sa renomination. | |
| 1953–1963                       |                     |                                    | 80e - 86e      | Élu en 1946. Réélu en 1948. Réélu en 1950. Réélu en 1952. Réélu en 1954. Réélu en 1956. Réélu en 1958. perd sa renomination. | |
| George Elliott Hagan (en)       | Démocrate           | 3 janvier 1961 - 3 janvier 1973    | 87e - 92e      | Élu en 1960. Réélu en 1962. Réélu en 1964. Réélu en 1966. Réélu en 1968. Réélu en 1970. perd sa renomination. | |
| 1963–1973                       |                     |                                    | 87e - 92e      | Élu en 1960. Réélu en 1962. Réélu en 1964. Réélu en 1966. Réélu en 1968. Réélu en 1970. perd sa renomination. | |
| Ronald 'Bo' Ginn (en)           | Démocrate           | 3 janvier 1973 - 3 janvier 1983    | 93e - 97e      | Élu en 1972. Réélu en 1974. Réélu en 1976. Réélu en 1978. Réélu en 1980. Retrait pour se présenter comme Gouverneur de Géorgie. | 1973–1983 |
| Lindsay Thomas (en)             | Démocrate           | 3 janvier 1983 - 3 janvier 1993    | 98e - 102e     | Élu en 1982. Réélu en 1984. Réélu en 1986. Réélu en 1988. Réélu en 1990. Retrait. | 1983–1993 |
| Jack Kingston                   | Républicain         | 3 janvier 1993 - 3 janvier 2015    | 103e - 113e    | Élu en 1992. Réélu en 1994. Réélu en 1996. Réélu en 1998. Réélu en 2000. Réélu en 2002. Réélu en 2004. Réélu en 2006. Réélu en 2008. Réélu en 2010. Réélu en 2012. Retrait pour se présenter comme Sénateur des États-Unis.                                                  | 1993–2003 |
| Jack Kingston                   | Républicain         | 3 janvier 1993 - 3 janvier 2015    | 103e - 113e    | Élu en 1992. Réélu en 1994. Réélu en 1996. Réélu en 1998. Réélu en 2000. Réélu en 2002. Réélu en 2004. Réélu en 2006. Réélu en 2008. Réélu en 2010. Réélu en 2012. Retrait pour se présenter comme Sénateur des États-Unis.                                                  | 2003–2007 |
| Jack Kingston                   | Républicain         | 3 janvier 1993 - 3 janvier 2015    | 103e - 113e    | Élu en 1992. Réélu en 1994. Réélu en 1996. Réélu en 1998. Réélu en 2000. Réélu en 2002. Réélu en 2004. Réélu en 2006. Réélu en 2008. Réélu en 2010. Réélu en 2012. Retrait pour se présenter comme Sénateur des États-Unis.                                                  | 2007–2013 |
| Jack Kingston                   | Républicain         | 3 janvier 1993 - 3 janvier 2015    | 103e - 113e    | Élu en 1992. Réélu en 1994. Réélu en 1996. Réélu en 1998. Réélu en 2000. Réélu en 2002. Réélu en 2004. Réélu en 2006. Réélu en 2008. Réélu en 2010. Réélu en 2012. Retrait pour se présenter comme Sénateur des États-Unis.                                                  | 2013–Présent |
| Buddy Carter                    | Républicain         | 3 janvier 2015 - Présent           | 114e - 118e    | Élu en 2014. Réélu en 2016. Réélu en 2018. Réélu en 2020. Réélu en 2022. | |

## Résultats des récentes élections
Voici les résultats des dix précédents cycles électoraux dans le district.

### 2004
| Élection de 2004 du 1er district congressionnel de Géorgie | Élection de 2004 du 1er district congressionnel de Géorgie | Élection de 2004 du 1er district congressionnel de Géorgie | Élection de 2004 du 1er district congressionnel de Géorgie | Élection de 2004 du 1er district congressionnel de Géorgie |
| ---------------------------------------------------------- | ---------------------------------------------------------- | ---------------------------------------------------------- | ---------------------------------------------------------- | ---------------------------------------------------------- |
| Parti                                                      | Parti                                                      | Candidat                                                   | Votes                                                      | %                                                          |
|                                                            | Républicain                                                | Jack Kingston (sortant)                                    | 188 347                                                    | 100 %                                                      |
|                                                            | Les Républicains conservent                                |                                                            |                                                            |                                                            |

### 2006
| Élection de 2006 du 1er district congressionnel de Géorgie | Élection de 2006 du 1er district congressionnel de Géorgie | Élection de 2006 du 1er district congressionnel de Géorgie | Élection de 2006 du 1er district congressionnel de Géorgie | Élection de 2006 du 1er district congressionnel de Géorgie |
| ---------------------------------------------------------- | ---------------------------------------------------------- | ---------------------------------------------------------- | ---------------------------------------------------------- | ---------------------------------------------------------- |
| Parti                                                      | Parti                                                      | Candidat                                                   | Votes                                                      | %                                                          |
|                                                            | Républicain                                                | Jack Kingston (sortant)                                    | 94 961                                                     | 68,50                                                      |
|                                                            | Démocrate                                                  | Jim Nelson                                                 | 43 668                                                     | 31,50                                                      |
| Total des votes                                            | Total des votes                                            | Total des votes                                            | 138 629                                                    | 100 %                                                      |
|                                                            | Les Républicains conservent                                |                                                            |                                                            |                                                            |

### 2008
| Élection de 2008 du 1er district congressionnel de Géorgie | Élection de 2008 du 1er district congressionnel de Géorgie | Élection de 2008 du 1er district congressionnel de Géorgie | Élection de 2008 du 1er district congressionnel de Géorgie | Élection de 2008 du 1er district congressionnel de Géorgie |
| ---------------------------------------------------------- | ---------------------------------------------------------- | ---------------------------------------------------------- | ---------------------------------------------------------- | ---------------------------------------------------------- |
| Parti                                                      | Parti                                                      | Candidat                                                   | Votes                                                      | %                                                          |
|                                                            | Républicain                                                | Jack Kingston (sortant)                                    | 165 911                                                    | 66,53                                                      |
|                                                            | Démocrate                                                  | Bill Gillespie                                             | 83 486                                                     | 33,47                                                      |
| Total des votes                                            | Total des votes                                            | Total des votes                                            | 249 397                                                    | 100 %                                                      |
|                                                            | Les Républicains conservent                                |                                                            |                                                            |                                                            |

### 2010
| Élection de 2010 du 1er district congressionnel de Géorgie | Élection de 2010 du 1er district congressionnel de Géorgie | Élection de 2010 du 1er district congressionnel de Géorgie | Élection de 2010 du 1er district congressionnel de Géorgie | Élection de 2010 du 1er district congressionnel de Géorgie |
| ---------------------------------------------------------- | ---------------------------------------------------------- | ---------------------------------------------------------- | ---------------------------------------------------------- | ---------------------------------------------------------- |
| Parti                                                      | Parti                                                      | Candidat                                                   | Votes                                                      | %                                                          |
|                                                            | Républicain                                                | Jack Kingston (sortant)                                    | 117 270                                                    | 71,63                                                      |
|                                                            | Démocrate                                                  | Oscar L. Harris II                                         | 46 449                                                     | 28,37                                                      |
| Total des votes                                            | Total des votes                                            | Total des votes                                            | 163 719                                                    | 100 %                                                      |
|                                                            | Les Républicains conservent                                |                                                            |                                                            |                                                            |

### 2012
| Élection de 2006 du 1er district congressionnel de Géorgie | Élection de 2006 du 1er district congressionnel de Géorgie | Élection de 2006 du 1er district congressionnel de Géorgie | Élection de 2006 du 1er district congressionnel de Géorgie | Élection de 2006 du 1er district congressionnel de Géorgie |
| ---------------------------------------------------------- | ---------------------------------------------------------- | ---------------------------------------------------------- | ---------------------------------------------------------- | ---------------------------------------------------------- |
| Parti                                                      | Parti                                                      | Candidat                                                   | Votes                                                      | %                                                          |
|                                                            | Républicain                                                | Jack Kingston (sortant)                                    | 157 181                                                    | 62,98                                                      |
|                                                            | Démocrate                                                  | Lesli Messinger                                            | 92 399                                                     | 37,02                                                      |
| Total des votes                                            | Total des votes                                            | Total des votes                                            | 249 580                                                    | 100 %                                                      |
|                                                            | Les Républicains conservent                                |                                                            |                                                            |                                                            |

### 2014
| Élection de 2014 du 1er district congressionnel de Géorgie | Élection de 2014 du 1er district congressionnel de Géorgie | Élection de 2014 du 1er district congressionnel de Géorgie | Élection de 2014 du 1er district congressionnel de Géorgie | Élection de 2014 du 1er district congressionnel de Géorgie |
| ---------------------------------------------------------- | ---------------------------------------------------------- | ---------------------------------------------------------- | ---------------------------------------------------------- | ---------------------------------------------------------- |
| Parti                                                      | Parti                                                      | Candidat                                                   | Votes                                                      | %                                                          |
|                                                            | Républicain                                                | Buddy Carter                                               | 95 337                                                     | 60,91                                                      |
|                                                            | Démocrate                                                  | Brian Reese                                                | 61 175                                                     | 39,09                                                      |
| Total des votes                                            | Total des votes                                            | Total des votes                                            | 156 512                                                    | 100 %                                                      |
|                                                            | Les Républicains conservent                                |                                                            |                                                            |                                                            |

### 2016
| Élection de 2016 du 1er district congressionnel de Géorgie | Élection de 2016 du 1er district congressionnel de Géorgie | Élection de 2016 du 1er district congressionnel de Géorgie | Élection de 2016 du 1er district congressionnel de Géorgie | Élection de 2016 du 1er district congressionnel de Géorgie |
| ---------------------------------------------------------- | ---------------------------------------------------------- | ---------------------------------------------------------- | ---------------------------------------------------------- | ---------------------------------------------------------- |
| Parti                                                      | Parti                                                      | Candidat                                                   | Votes                                                      | %                                                          |
|                                                            | Républicain                                                | Buddy Carter (sortant)                                     | 210 243                                                    | 100 %                                                      |
|                                                            | Les Républicains conservent                                |                                                            |                                                            |                                                            |

### 2018
| Élection de 2018 du 1er district congressionnel de Géorgie | Élection de 2018 du 1er district congressionnel de Géorgie | Élection de 2018 du 1er district congressionnel de Géorgie | Élection de 2018 du 1er district congressionnel de Géorgie | Élection de 2018 du 1er district congressionnel de Géorgie |
| ---------------------------------------------------------- | ---------------------------------------------------------- | ---------------------------------------------------------- | ---------------------------------------------------------- | ---------------------------------------------------------- |
| Parti                                                      | Parti                                                      | Candidat                                                   | Votes                                                      | %                                                          |
|                                                            | Républicain                                                | Buddy Carter (sortant)                                     | 144 501                                                    | 57,77                                                      |
|                                                            | Démocrate                                                  | Lisa Ring                                                  | 105 633                                                    | 42,23                                                      |
| Total des votes                                            | Total des votes                                            | Total des votes                                            | 250 134                                                    | 100 %                                                      |
|                                                            | Les Républicains conservent                                |                                                            |                                                            |                                                            |

### 2020
| Élection de 2020 du 1er district congressionnel de Géorgie | Élection de 2020 du 1er district congressionnel de Géorgie | Élection de 2020 du 1er district congressionnel de Géorgie | Élection de 2020 du 1er district congressionnel de Géorgie | Élection de 2020 du 1er district congressionnel de Géorgie |
| ---------------------------------------------------------- | ---------------------------------------------------------- | ---------------------------------------------------------- | ---------------------------------------------------------- | ---------------------------------------------------------- |
| Parti                                                      | Parti                                                      | Candidat                                                   | Votes                                                      | %                                                          |
|                                                            | Républicain                                                | Buddy Carter (sortant)                                     | 210 243                                                    | 58,35                                                      |
|                                                            | Démocrate                                                  | Joyce Riggs                                                | 135 238                                                    | 41,65                                                      |
| Total des votes                                            | Total des votes                                            | Total des votes                                            | 324 695                                                    | 100 %                                                      |
|                                                            | Les Républicains conservent                                |                                                            |                                                            |                                                            |

### 2022
| Primaire Républicaine de 2022 du 1er district congressionnel de Géorgie | Primaire Républicaine de 2022 du 1er district congressionnel de Géorgie | Primaire Républicaine de 2022 du 1er district congressionnel de Géorgie | Primaire Républicaine de 2022 du 1er district congressionnel de Géorgie | Primaire Républicaine de 2022 du 1er district congressionnel de Géorgie |
| ----------------------------------------------------------------------- | ----------------------------------------------------------------------- | ----------------------------------------------------------------------- | ----------------------------------------------------------------------- | ----------------------------------------------------------------------- |
| Parti                                                                   | Parti                                                                   | Candidat                                                                | Votes                                                                   | %                                                                       |
|                                                                         | Républicain                                                             | Buddy Carter (sortant)                                                  | 80 757                                                                  | 100%                                                                    |

| Primaire Démocrate de 2022 du 1er district congressionnel de Géorgie | Primaire Démocrate de 2022 du 1er district congressionnel de Géorgie | Primaire Démocrate de 2022 du 1er district congressionnel de Géorgie | Primaire Démocrate de 2022 du 1er district congressionnel de Géorgie | Primaire Démocrate de 2022 du 1er district congressionnel de Géorgie |
| -------------------------------------------------------------------- | -------------------------------------------------------------------- | -------------------------------------------------------------------- | -------------------------------------------------------------------- | -------------------------------------------------------------------- |
| Parti                                                                | Parti                                                                | Candidat                                                             | Votes                                                                | %                                                                    |
|                                                                      | Démocrate                                                            | Joyce Marie Griggs                                                   | 21 891                                                               | 48,6                                                                 |
|                                                                      | Démocrate                                                            | Wade Herring                                                         | 17 118                                                               | 38,0                                                                 |
|                                                                      | Démocrate                                                            | Michelle Munroe                                                      | 6 043                                                                | 13,4                                                                 |

| Second Tour de la Primaire Démocrate de 2022 du 1er district congressionnel de Géorgie | Second Tour de la Primaire Démocrate de 2022 du 1er district congressionnel de Géorgie | Second Tour de la Primaire Démocrate de 2022 du 1er district congressionnel de Géorgie | Second Tour de la Primaire Démocrate de 2022 du 1er district congressionnel de Géorgie | Second Tour de la Primaire Démocrate de 2022 du 1er district congressionnel de Géorgie |
| -------------------------------------------------------------------------------------- | -------------------------------------------------------------------------------------- | -------------------------------------------------------------------------------------- | -------------------------------------------------------------------------------------- | -------------------------------------------------------------------------------------- |
| Parti                                                                                  | Parti                                                                                  | Candidat                                                                               | Votes                                                                                  | %                                                                                      |
|                                                                                        | Démocrate                                                                              | Wade Herring                                                                           | 12 880                                                                                 | 61,9                                                                                   |
|                                                                                        | Démocrate                                                                              | Joyce Marie Griggs                                                                     | 7 918                                                                                  | 38,1                                                                                   |

| Élection de 2022 du 1er district congressionnel de Géorgie | Élection de 2022 du 1er district congressionnel de Géorgie | Élection de 2022 du 1er district congressionnel de Géorgie | Élection de 2022 du 1er district congressionnel de Géorgie | Élection de 2022 du 1er district congressionnel de Géorgie |
| ---------------------------------------------------------- | ---------------------------------------------------------- | ---------------------------------------------------------- | ---------------------------------------------------------- | ---------------------------------------------------------- |
| Parti                                                      | Parti                                                      | Candidat                                                   | Votes                                                      | %                                                          |
|                                                            | Républicain                                                | Buddy Carter (sortant)                                     | 156 128                                                    | 59,1                                                       |
|                                                            | Démocrate                                                  | Wade Herring                                               | 107 837                                                    | 40,9                                                       |
| Total des votes                                            | Total des votes                                            | Total des votes                                            | 263 965                                                    | 100 %                                                      |
|                                                            | Les Républicains conservent                                |                                                            |                                                            |                                                            |

### 2024
| Primaire Républicaine de 2024 du 1er district congressionnel de Géorgie | Primaire Républicaine de 2024 du 1er district congressionnel de Géorgie | Primaire Républicaine de 2024 du 1er district congressionnel de Géorgie | Primaire Républicaine de 2024 du 1er district congressionnel de Géorgie | Primaire Républicaine de 2024 du 1er district congressionnel de Géorgie |
| ----------------------------------------------------------------------- | ----------------------------------------------------------------------- | ----------------------------------------------------------------------- | ----------------------------------------------------------------------- | ----------------------------------------------------------------------- |
| Parti                                                                   | Parti                                                                   | Candidat                                                                | Votes                                                                   | %                                                                       |
|                                                                         | Républicain                                                             | Buddy Carter (sortant)                                                  | 51 629                                                                  | 100%                                                                    |

| Primaire Démocrate de 2024 du 1er district congressionnel de Géorgie | Primaire Démocrate de 2024 du 1er district congressionnel de Géorgie | Primaire Démocrate de 2024 du 1er district congressionnel de Géorgie | Primaire Démocrate de 2024 du 1er district congressionnel de Géorgie | Primaire Démocrate de 2024 du 1er district congressionnel de Géorgie |
| -------------------------------------------------------------------- | -------------------------------------------------------------------- | -------------------------------------------------------------------- | -------------------------------------------------------------------- | -------------------------------------------------------------------- |
| Parti                                                                | Parti                                                                | Candidat                                                             | Votes                                                                | %                                                                    |
|                                                                      | Démocrate                                                            | Patti Hewitt                                                         | 25 082                                                               | 100%                                                                 |

| Élection de 2024 du 1er district congressionnel de Géorgie | Élection de 2024 du 1er district congressionnel de Géorgie | Élection de 2024 du 1er district congressionnel de Géorgie | Élection de 2024 du 1er district congressionnel de Géorgie | Élection de 2024 du 1er district congressionnel de Géorgie |
| ---------------------------------------------------------- | ---------------------------------------------------------- | ---------------------------------------------------------- | ---------------------------------------------------------- | ---------------------------------------------------------- |
| Parti                                                      | Parti                                                      | Candidat                                                   | Votes                                                      | %                                                          |
|                                                            | Républicain                                                | Buddy Carter (sortant)                                     | 220 576                                                    | 62,0                                                       |
|                                                            | Démocrate                                                  | Patti Hewitt                                               | 135 281                                                    | 38,0                                                       |
| Total des votes                                            | Total des votes                                            | Total des votes                                            | 355 857                                                    | 100 %                                                      |
|                                                            | Les Républicains conservent                                |                                                            |                                                            |                                                            |